# Franklin J. Schaffner
Franklin James Schaffner (Tokio, 30 mei 1920 – Santa Monica, 2 juli 1989) was een Amerikaans filmregisseur.

## Levensloop
Schaffner groeide op in Japan, omdat zijn ouders er protestantse zendelingen waren. Hij ging rechten studeren in New York. Tijdens de Tweede Wereldoorlog onderbrak hij zijn studie en trad in dienst bij de Amerikaanse marine. Na de oorlog begon hij te werken bij de televisiezender CBS. Voor zijn regie van de tv-film 12 Angry Men kreeg hij in 1954 een Emmy. Voor latere reeksen zou hij nog drie Emmy's winnen. Vanaf de jaren 60 ging Schaffner aan de slag in Hollywood. Zijn eerste grote succes boekte hij er met de sciencefictionfilm Planet of the Apes (1968). Met de biografische oorlogsprent Patton won hij in 1970 zeven Oscars. Ook de avonturenfilm Papillon (1973) werd een kaskraker. Andere bekende films onder zijn regie zijn de thriller The Boys from Brazil (1978) en de avonturenfilm Sphinx (1980). In 1978 werd hij president van de Directors Guild of America.
Schaffner overleed in 1989 op 69-jarige leeftijd aan longkanker in Californië.

## Filmografie
- 1963: The Stripper
- 1964: The Best Man
- 1965: The War Lord
- 1967: The Double Man
- 1968: Planet of the Apes
- 1970: Patton
- 1971: Nicholas and Alexandra
- 1973: Papillon
- 1976: Islands in the Stream
- 1978: The Boys from Brazil
- 1980: Sphinx
- 1982: Yes, Giorgio
- 1987: Lionheart
- 1989: Welcome Home